# 新布拉赫
新布拉赫（發音：[nɔʏˈbuːlax] ⓘ）是德国巴登-符腾堡州卡尔斯鲁厄行政区卡尔夫县的城市，面积24.69平方千米，2023年12月31日人口为5,815人。